# Ferruminaria
Ferruminaria é um género botânico pertencente à família das orquídeas (Orchidaceae).

## Sinônimos de outras espécies
- Ferruminaria brastagiensis
- Ferruminaria lohokii
- Ferruminaria melinantha